# Ophiacantha densa
Ophiacantha densa är en ormstjärneart som beskrevs av Farran 1913. Ophiacantha densa ingår i släktet Ophiacantha och familjen knotterormstjärnor. Inga underarter finns listade i Catalogue of Life.